# Comunità Montana del Vomano, Fino e Piomba
Die Comunità Montana del Vomano, Fino e Piomba ist eine Vereinigung von insgesamt 13 Gemeinden in der italienischen Provinz Teramo. Sie wurde von den in der Regel recht kleinen Gemeinden, die zumindest teilweise in Bergregionen liegen, gebildet, um die wirtschaftliche Entwicklung der Region zu stärken und die Abwanderung der Bevölkerung aufzuhalten. Weitere Aufgaben sind die Stärkung des Tourismus, des Naturschutzes und die Erhaltung der ländlichen Kultur.
Das Gebiet der Comunità Montana del Vomano, Fino e Piomba umfasst ein Gebiet von 41.113 Hektar und zählt insgesamt etwa 44.400 Einwohner. Die drei Flüsse Vomano, Fino und Piomba durchfließen die Gegend.
Die Comunità umfasst folgende Gemeinden:
- Arsita
- Atri
- Basciano
- Bisenti
- Canzano
- Castellalto
- Castiglione Messer Raimondo
- Castilenti
- Cellino Attanasio
- Cermignano
- Montefino
- Notaresco
- Penna Sant’Andrea